# Alfred von Planta

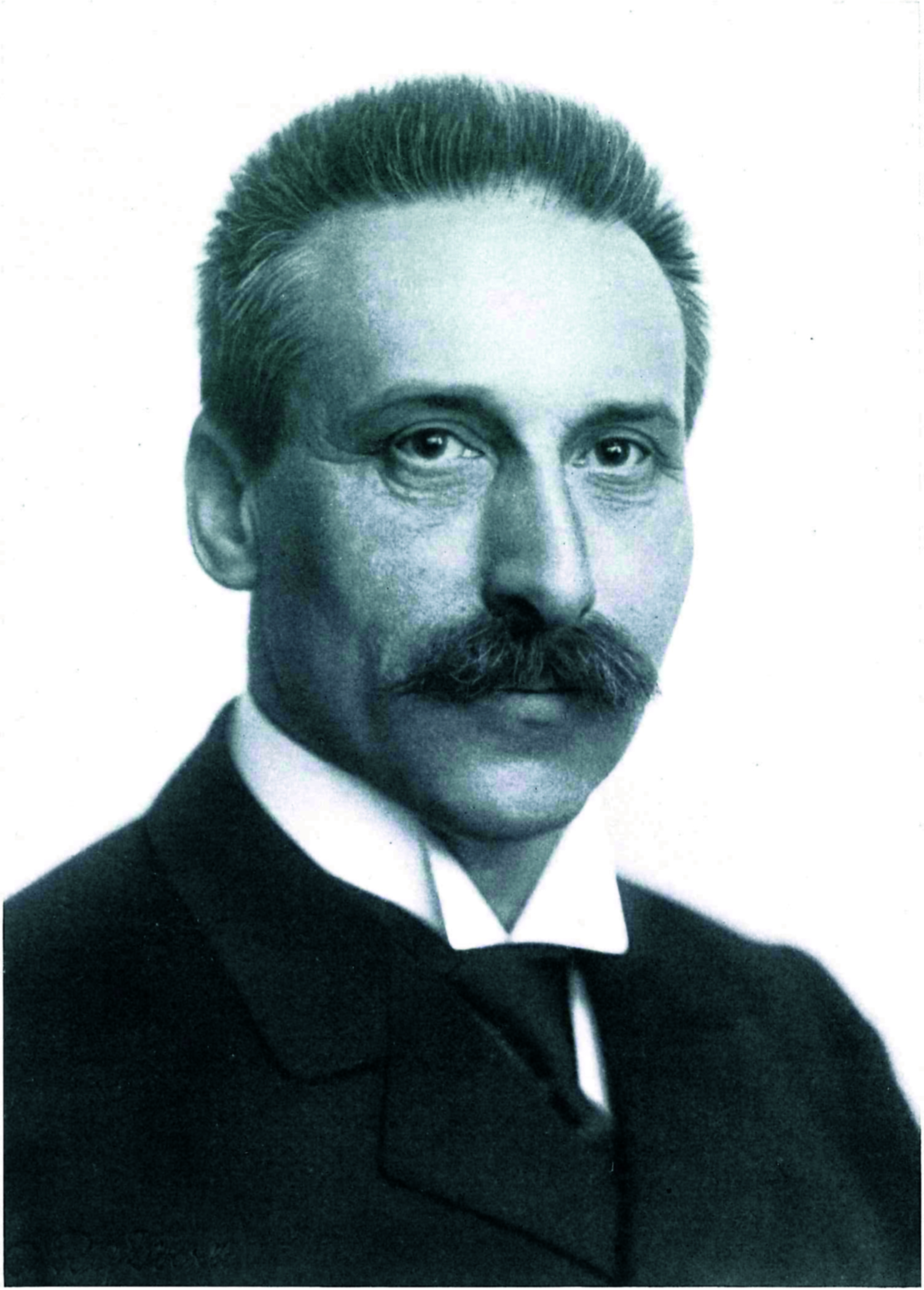
Alfred von Planta

Alfred von Planta (* 1. April 1857 auf Schloss Reichenau, Reichenau, Gemeinde Tamins; † 2. März 1922 in Davos) war ein Schweizer Jurist, Diplomat, Industrieller und Politiker.

## Biografie
Alfred von Planta wurde als Sohn des Agrikulturchemikers und Bienenkundlers Adolf von Planta aus dem Bündner Adelsgeschlecht der Planta und der Ursina Maria von Muralt auf dem Familiensitz Schloss Reichenau geboren. Sein Grossvater war Ulrich von Planta. Nach dem Ablegen der Maturitätsprüfung an der Bündner Kantonsschule in Chur studierte er an den Universitäten Freiburg im Breisgau, Lausanne, Heidelberg, Leipzig und Zürich Rechtswissenschaften. In Zürich wurde er Mitglied des Corps Helvetia Zürich. 1883 schloss er das Studium mit einer Promotion zum Dr. iur. ab.
Nach dem Studium war er zunächst von 1884 bis 1885 Legationssekretär in Wien, bevor er sich 1885 in Reichenau als Anwalt niederliess. Zwischen 1885 und 1895 war er Kreisrichter und von 1886 bis 1896 Bezirksrichter.
Alfred von Planta war mit Ida, geborene von Waldkirch, verheiratet. Seine Tochter Gertrud (* 1887) heiratete 1911 als Erbin von Reichenau Friedrich Arthur Schoeller. Dieser war ein Enkel von Rudolf Wilhelm Schoeller. Als von Planta im Februar 1922 an das Krankenbett seines an Tuberkulose erkrankten Sohns Ernst (1896–1922) nach Davos eilte, verstarb dieser am 28. Februar. Vier Tage später verstarb auch Alfred von Planta an der Folge einer Lungenentzündung. Damit war die männliche Linie von Planta-Reichenau erloschen.

## Politisches Wirken
Von 1889 bis 1903 gehörte Alfred von Planta für den Kreis Trin dem Grossen Rat des Kantons Graubünden an, von 1893 bis 1897 als dessen Präsident.
Nach den Parlamentswahlen 1896 gehörte er bis 1914 dem Nationalrat an, zeitweise auch als Fraktionspräsident. 1914 war er Präsident des Nationalrats; ihm folgte Alois Steinhauser.
Von Planta gehörte als überzeugter Föderalist zu den führenden Bündner Föderaldemokraten. 1903 trat er zur überkonfessionellen Konservativ-demokratischen Partei über. Er setzte sich massgeblich für den Ausbau der Rhätischen Bahn sowie einer privatwirtschaftlich organisierten Bündner Wasserkraftindustrie ein. 1913 plädierte er gegen die Annahme des Gotthardvertrags.

## Diplomatische Karriere
Nach seiner parlamentarischen Tätigkeit trat von Planta in den diplomatischen Dienst. Von 1915 bis 1918 war er Gesandter in Rom und von 1919 bis 1922 in Berlin. In Berlin erwarb er im Auftrag des Bundes die Liegenschaft an der Otto-von-Bismarck-Allee im Spreebogen, in welcher bis heute die Schweizerische Botschaft ihren Sitz hat. Als Nachfolger des verstorbenen Gesandten wurde Gaston Carlin ernannt.

## Wirken in der Bündner Wirtschaft
Von Planta gehörte zu den Gründern der Rhätischen Werke in Thusis. Posthum wurde ihm eine Mitschuld am Misserfolg der Bündner Kraftwerke 1923 zugeschrieben. Zwischen 1905 und 1915 war er Präsident der Kraftwerke Brusio. Die drei Kraftwerksgesellschaften fusionierten im Jahre 2000 zur Rätia Energie AG.
Von 1889 bis 1901 gehörte er dem Verwaltungsrat der Vereinigten Schweizerbahnen an. Von 1897 bis 1915 war er Mitglied des Verwaltungsrates der Rhätischen Bahn, ab 1905 dessen Präsident. Darüber hinaus hatte er zahlreiche Mandate im Bankenwesen, in der Versicherungswirtschaft und im Tourismusgewerbe inne.